# Shin seiki Evangelion - Kōtetsu no girlfriend
Shin seiki Evangelion - Kōtetsu no girlfriend (新世紀エヴァンゲリオン 鋼鉄のガールフレンド?, Shin seiki Evangerion - Kōtetsu no gārufurendo, lett. "Neon Genesis Evangelion - Fidanzata d'acciaio"), anche conosciuto come Neon Genesis Evangelion: Girlfriend of Steel e Neon Genesis Evangelion: Iron Maiden, è un videogioco ispirato all'anime della Gainax Neon Genesis Evangelion, pubblicato ufficialmente solo in Giappone. Nel 2005 è stato prodotto Shin seiki Evangelion - Kōtetsu no girlfriend 2nd, che nonostante il titolo non è un sequel di questo titolo.
La versione originale è stata pubblicata dalla Gainax per Microsoft Windows nel 1997, e poco tempo dopo per Macintosh. Nell'aprile 2006, una "edizione speciale" è stata resa disponibile per PlayStation 2 e per PC, come parte di una serie di pubblicazioni legate al decimo anniversario di Evangelion. L'edizione speciale ha in aggiunta delle nuove sequenze rispetto alla prima edizione. Il 9 aprile 2009 il gioco è stato pubblicato anche per PlayStation Portable.

## Trama
La timida studentessa Mana Kirishima (doppiata da Megumi Hayashibara) è innamorata del suo compagno di classe Shinji Ikari. Gradualmente i due ragazzi avviano una relazione ed iniziano a frequentarsi. Tuttavia si scopre che Mana è uno dei tre piloti dell'unità Trident, creato per fare concorrenza all'Evangelion della Nerv, simile al Jet Alone.
Tuttavia, durante l'attivazione, il Trident va in berserk e l'unità Eva dovrà abbatterlo. Nel corso del gioco, Asuka Sōryū Langley si mostrerà costantemente gelosa di Shinji, mentre Rei Ayanami rivestirà un ruolo molto marginale rispetto a quello dell'anime.
Il gioco ha tre possibili finali differenti, determinati da alcune scelte fatte dal giocatore nei riguardi dei personaggi di Mana, di Asuka e di Kaji. Nel finale di Mana il giocatore scoprirà che la ragazza non è morta all'interno del Trident, tuttavia seguendo un discorso di Misato viene lasciato intendere che in ogni caso la ragazza partirà e sarà costretta a dire addio a Shinji. Nel finale di Asuka la ragazza e Shinji diverranno molto uniti dopo la morte di Mana e finiranno per mettersi insieme. Il finale di Kaji invece non ruota intorno a nessun personaggio in particolare, ed anche in questo Mana non rimane uccisa nella distruzione del Trident. Tutti i finali si concludono con il brano musicale Yokan (予感? "presentimento"), cantato da Yōko Takahashi.